# Reichskommissariat Ostland
Il Reichskommissariat Ostland (letteralmente: Commissariato del Reich dei Territori dell'Est), noto anche come l'acronimo RKO, fu un'entità amministrativa istituita dal Terzo Reich sui territori conquistati nel 1941 nel corso dell'operazione Barbarossa. Essa comprendeva i territori dei Paesi baltici (Estonia, Lettonia e Lituania) e parte della Bielorussia. Decisa la sua costituzione alla conferenza del 16 luglio 1941 a cui parteciparono anche Adolf Hitler e Alfred Rosenberg, il Reichskommissariat nacque il giorno successivo con un decreto in un contesto di euforia per i primi successi contro l'Armata Rossa: si trasformò rapidamente in una trappola per gli ebrei e per gli slavi, trucidati per realizzare il Generalplan Ost. Tale politica repressiva portò alla creazione di movimenti di resistenza organizzati in maniera articolata, la cui azione si dimostrò preziosa durante la riconquista di questi territori da parte dei sovietici all'inizio dell'estate 1944 (operazione Bagration).

## Antefatti

### Prima guerra mondiale
Durante la prima guerra mondiale, molti esponenti politici, economici e militari del Reich immaginarono un'espansione territoriale, economica e politica verso est.
Il cancelliere Bethmann-Hollweg riteneva che la Russia dovesse essere respinta verso est, mentre si contrastava, nel 1914, l'incorporazione della Lettonia e dell'Estonia nell'Impero tedesco. Il pangermanista Heinrich Class espresse in un memoriale sugli obiettivi di guerra la sua linea di pensiero: egli riteneva che la Lituania e le province baltiche dell'Impero russo dovessero essere colonizzate dai tedeschi. Numerosi funzionari di alto rango e ministri prussiani, incoraggiati da Paul von Hindenburg e Erich Ludendorff, industriali, nonché dai governatori degli stati federati all'interno del Reich, sostennero questa politica di assimilazione al Reich. L'amministrazione militare dei Territori occupati nell'Est, l'Oberbefehlshaber der gesamten Deutschen Streitkräfte im Osten o, più in breve, Ober Ost, istituita nel 1915, pose le basi per questo piano mettendo dapprima lo sfruttamento delle risorse dei baltici al servizio dello sforzo bellico tedesco.
Col proseguire della guerra, alcuni funzionari del Reich, in particolare facenti capo al Ministero degli affari esteri, cambiarono punto di vista. Il ministro degli affari esteri Gottlieb von Jagow, che dapprima proponeva la creazione di un ducato di Curlandia fortemente legato al Reich, nell'autunno del 1915 sostenne la necessità di annettere direttamente, senza alcuna formalità particolare,  la Lituania, la regione di Hrodna, la Curlandia e una porzione della Livonia. Fu così che si decise di delineare uno schema politico da seguire per annettere le province baltiche dell'Impero russo. In virtù di esso, la germanizzazione sarebbe avvenuta mediante la colonizzazione e l'assimilazione delle popolazioni viventi in quelle regioni. Si cercò di giustificare il piano ritenendo fosse opportuno per difendere i diritti dei tedeschi del Baltico, testimoni anch'essi, come le altre popolazioni locali, delle politiche di russificazione attuate dal 1880 o espulsi verso la Germania in virtù della loro etnia.
La prospettiva di annettere la Lituania e la Curlandia fu meglio definita e comunicata agli Imperi centrali nel corso del 1916 e nel 1917: ad aprile, la Germania rifece presente il suo desiderio di annettere i due territori sopraccitati, la Livonia e parte dell'Estonia, incluso il golfo di Riga. A tale scopo vennero costituiti gli stati satellite amministrati dall'Impero noti come Ducato di Curlandia e Semigallia e del ducato baltico, rispettivamente l'8 marzo 1918 e il 12 aprile 1918. Entrambi confluirono il 5 novembre 1918 nel Ducato Baltico Unito, direttamente facente capo alla Germania. Tuttavia, questa serie di manovre non durò a lungo in seguito all'abdicazione dell'imperatore Guglielmo II: nello stesso periodo va infatti ricordata la proclamazione degli atti di indipendenza da parte dei tre Stati baltici, la cui sovranità fu riconosciuta dopo il conflitto.

### Sviluppo del progetto nazista
Già negli anni '20, Adolf Hitler, pur rimanendo vago su alcuni punti del programma espansionista del Partito Nazista, desiderava l'istituzione di una "politica estera fortemente tedesca" che coniasse gli ideali sulla razza ariana e l'espansione dello spazio vitale verso l'Est Europa. Per questo si oppose alla politica di germanizzazione degli slavi e tentò di resistere quanto più a lungo possibile sul fronte orientale. Come emerge da un colloquio tenuto tra il Führer e Martin Bormann il 7 febbraio 1945, si doveva non solo immaginare una colonizzazione tedesca in Europa orientale, ma anche effettivamente attuare.

### Obiettivi politici, coloniali e razziali
Dal 1935, l'Ufficio del Reich per la pianificazione regionale (Reichsstelle für Raumordnung) ultimò vari progetti per la riqualificazione dei territori orientali, in particolare nell'ambito del Generalplan Ost. I primi successi della guerra sul fronte orientale indussero diverse autorità del Terzo Reich a specificare i loro piani per i territori conquistati entro l'estate del 1941. Durante il mese di marzo del 1941, la divisione dei compiti fu supervisionata da Hitler: l'esercito fu autorizzato a servirsi delle risorse locali nella misura in cui queste sarebbero servite alle truppe per i combattimenti. I commissari civili, posti sotto l'autorità dell'Oberkommando der Wehrmacht, avrebbero dovuto ricoprire le cariche amministrative nei territori acquisiti: Heinrich Himmler fu incaricato di completare eventuali "incarichi speciali", mentre a Hermann Göring toccarono gli affari economici. Ad Alfred Rosenberg spettava il compito di ripartire lo spazio sovietico in diverse unità territoriali: per la Bielorussia si prevedeva di installare un governo controllato dai tedeschi, mentre i paesi baltici andavano colonizzati per poi, dopo l'espulsione degli elementi non assimilabili alla popolazione, essere germanizzati e annessi al Reich nel giro di un paio di generazioni. Si prevedeva inoltre che al termine del conflitto, l'Ostland avrebbe dovuto terminare il processo per poi dissolversi ai sensi di una circolare dell'8 maggio 1941. Alla fine di queste procedure preliminari, l'esercito sarebbe stato estromesso da compiti amministrativi e le ulteriori operazioni sarebbero state compiute dai dicasteri guidati da Göring, responsabile del piano quadriennale Rosenberg, nominato ministro dei Territori orientali occupati, e dalle SS, su cui ricadeva l'onere di allestire un corpo di polizia e l'attuazione della germanizzazione. Il progetto risultava, come si intuisce, particolarmente elaborato.
Nell'estate del 1941, all'Ufficio del Reich per la pianificazione regionale fu affibbiato il compito di proporre un piano per la ricostruzione dei territori conquistati in Oriente. I diversi progetti consegnati a Hitler dal suo gabinetto, da Himmler, da Rosenberg o da specialisti nazisti in queste materie, differivano solo sui metodi di attuazione della politica razziale e territoriale in Oriente. La colonizzazione degli stati orientali prevedeva ulteriori tre passaggi da attuare, secondo un progetto presentato a Himmler il 15 luglio 1941: formare una Reichsgau, creare infrastrutture urbane e modificare la gestione del suolo agricolo. Hitler bocciò la proposta il 16 luglio; in autunno venne ipotizzato un nuovo schema per incorporare l'Ingria e l'Ucraina nell'Ostland. Questo rimodellamento dei confini dell'Ostland scaturì a seguito di un cambio degli obiettivi che il Reich proponeva per le aree geografiche già assoggettate: si classificarono infatti i Paesi baltici come "germanizzabili" e dunque integrabili al Reich. Gli elementi indesiderati della popolazione sarebbero stati spediti in Bielorussia.
In un discorso tenuto a Praga il 2 ottobre 1941, Reinhard Heydrich delineò, a nome del Reichssicherheitshauptamt (Ufficio centrale per la sicurezza del Reich), gli scopi coloniali perseguiti nelle regioni orientali: egli propose di integrare le popolazioni estone, lettone, e lituana, "le più facilmente germanizzabili", e di espellere verso est i tre quarti della popolazione bielorussa, due terzi degli ucraini e l'85% dei polacchi. Il piano dell'RSHA, estremamente ambizioso dal punto di vista demografico, prevedeva il reinsediamento in Siberia degli elementi non germanizzabili delle popolazioni baltiche e della Bielorussia e la specializzazione economica dei territori orientali; i dettagli sono noti solo indirettamente, grazie all'analisi dettagliata condotta da Erhard Wetzel del Ministero del Reich per i Territori occupati dell'Est. Il neo-ministro condivise il desiderio di germanizzare i territori dell'Ostland, a costo di allontanare la maggioranza della popolazione bielorussa, ovvero circa trenta milioni di persone. Nonostante Wetzel si oppose alla deportazione degli elementi non germanizzabili delle popolazioni baltiche in Siberia, le quali rischiavano secondo lui di scatenare l'opposizione della popolazione locale, e suggerì invece di trasferirle in zone cuscinetto ai confini con la Russia, nel suo rapporto tentava di mostrare che esistesse un consenso sulla politica razziale che si intendeva adottare e che la discussione doveva vertere soltanto sui metodi di applicazione.
Anche le SS di Himmler si prodigarono per proporre progetti di colonizzazione dell'Ostland. Secondo il Generalplan Ost sviluppato dalle SS, l'Ostland andava germanizzato dopo la vittoria della guerra, dando a quel punto il via all'insediamento sia politico che demografico dei tedeschi.

### Alleanza con gli indipendentisti baltici

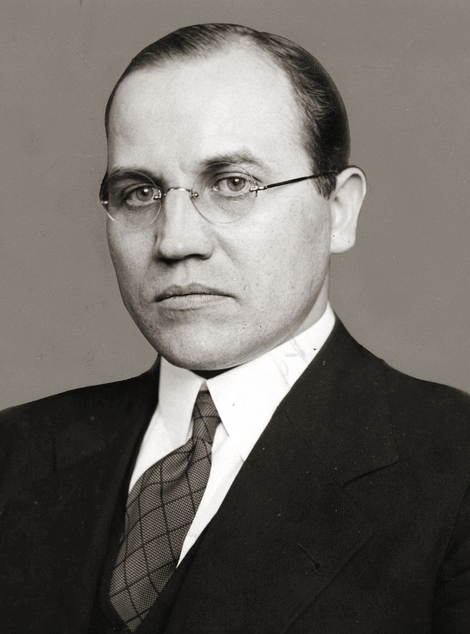
Kazys Škirpa, principale esponente del Fronte attivista lituano, nel 1938

La creazione del Reichskommissariat avvenne con il sostegno di movimenti indipendentisti baltici, in particolare quelli lituani. Inizialmente, secondo il piano di Rosenberg, il Reichskommissariat doveva chiamarsi "Baltenland". Dopo l'ingresso dell'Armata Rossa e l'annessione dei Paesi baltici da parte dell'URSS nell'estate del 1940 ai sensi del patto Molotov-Ribbentrop, i movimenti autonomisti diffusero l'idea secondo cui oltre ad essere allontanati i sovietici, andassero scacciati anche gli ebrei, colpevoli, secondo la loro opinione, di aver cooperato con l'NKVD. L'anticomunismo e l'antisemitismo erano alla base del messaggio lanciato, secondo cui gli ebrei "costituiscono la spina dorsale del sistema bolscevico [...] e hanno quindi causato la perdita dell'indipendenza della Lituania".
Proprio in quest'ultimo Paese, le organizzazioni nazionaliste inizialmente divise tra quelle vicine al presidente Antanas Smetona, tendenzialmente nazionalista conservatore, e i fascisti dei lupi di Ferro, si fusero all'inizio del 1941 nel Fronte attivista lituano (LAF), capeggiato da Kazys Škirpa, che dirigeva le operazioni da Berlino. Il LAF condusse durante la primavera del 1941 una campagna propagandistica in vista dell'invasione, ritenuta necessaria per raggiungere in seguito l'indipendenza. La diffusione sul suolo nazionale avvenne per mezzo di attivisti che agivano di nascosto, spesso ex membri della polizia segreta lituana, che diffondevano messaggi radio e volantini.

## Creazione del Reichskommissariat
(François Foux, Auriez-vous crié "Heil Hitler", p. 338.)
Il Reichskommissariat Ostland finì sotto la responsabilità del Ministero per i Territori occupati dell'Est di Alfred Rosenberg. La direzione della neonata entità amministrativa ricadde a Hinrich Lohse, membro del partito nazista dal 1923 e gauleiter, poi Oberpräsident del Gau di Schleswig-Holstein. Si ripartirono quattro distretti: Estonia, Lettonia, Lituania e Rutenia Bianca, collegata al Commissariato il 1º settembre 1941.
Il Reichskommissar Lohse era in stretti rapporti con le SS, guidate da Friedrich Jeckeln, capo della polizia e delle SS, responsabile del mantenimento dell'ordine ma anche della Shoah. Jeckeln prendeva ordini direttamente da Himmler e dai suoi più fidati collaboratori.

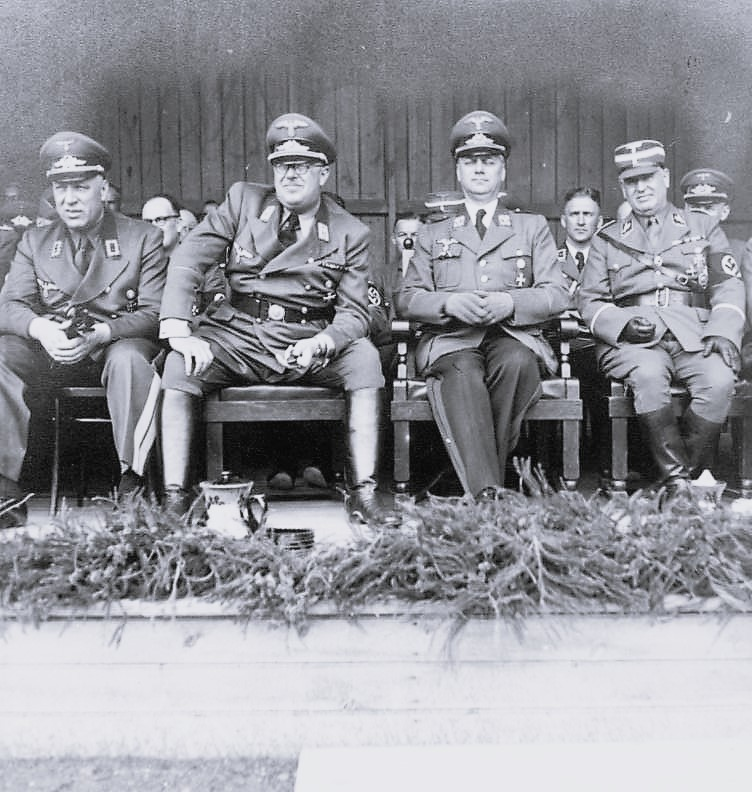
Da sinistra a destra: il commissario generale della Lettonia Otto-Heinrich Drechsler, il commissario del Reich dell'Ostland Hinrich Lohse, il ministro del Reich addetto agli stati orientali occupati Alfred Rosenberg e l'ufficiale delle SS Eberhard Medem nel 1942

Questa doppia gerarchia, posta sotto il controllo di veterani nazisti, generò delle lotte di potere tra Rosenberg e i suoi rappresentanti da un lato, e tra Himmler e i suoi subordinati dall'altro.
Le incomprensioni si cristallizzarono in particolare sui metodi di sterminio degli ebrei deportati nel commissariato del Reich. Le SS procedettero all'eliminazione sistematica di tutti gli ebrei deportati in Bielorussia, avvenimento che suscitò forti critiche da parte del Generalkommissar della Rutenia Bianca Wilhelm Kube. Questi non soltanto protestò per la deportazione di ebrei tedeschi veterani di guerra ed ebrei nati da matrimoni misti, ma anche per il saccheggio della proprietà di coloro che stavano per essere giustiziati e per i metodi adoperati per uccidere gli ebrei nel Reich. Sebbene Kube non si oppose apertamente agli omicidi di massa, espresse quanto meno il desiderio che le esecuzioni dei semiti fossero eseguite in modo "più umano". Queste considerazioni fornirono al capo della polizia e delle SS della Rutenia Bianca Eduard Strauch il pretesto per sbarazzarsi del suo collega, stilando una lista di informazioni che evidenziavano la corruzione e la malagestione di Kube. Le considerazioni di Kube, sostenute da Rosenberg e Lohse da un lato, e i rimproveri di Strauch, supportati da Heydrich e Himmler, dall'altro, riguardarono da vicino i piani alti del governo nazista: Hitler, pur essendo sensibile alle questioni economiche avanzate da Rosenberg, finì per sostenere Himmler a scapito di Rosenberg il 18 dicembre 1941, giorno in cui la Germania entrò in guerra contro gli Stati Uniti.
Un'altra diatriba sorse anche nell'ambito della lotta contro i partigiani in Bielorussia durante l'operazione Cottbus. Avvisato dalla sua amministrazione che si lamentava "dell'afflusso di persone ferite da colpi di arma da fuoco e scampate alle esecuzioni, uscite dalle fosse comuni per cercare aiuto negli ospedali e nei campi medici", Kube inviò una lettera di protesta a Rosenberg nell'agosto 1943. In questo rapporto, metteva in discussione le pratiche di Oskar Dirlewanger, perché "quest'uomo, nella guerra di annientamento che conduce senza pietà contro una popolazione disarmata, rifiuta in maniera consapevole di prendere in considerazione tutte le conseguenze politiche"; la protesta di Kube, ancora una volta, non metteva in dubbio la sua adesione alla politica di sterminio decisa da Berlino, ma testimoniava il suo desiderio di considerare prioritaria la gestione dell'amministrazione civile per mantenere il controllo sulla regione. La nomina di Curt von Gottberg, SS-und Polizeiführer a Minsk e diretto superiore di Dirlewanger come Generalkommissar dopo l'assassinio di Kube segnò la completa vittoria della linea di Himmler su Rosenberg nella lotta per il controllo del potere nel Reichskommissariat.

## Organizzazione e gestione amministrativa

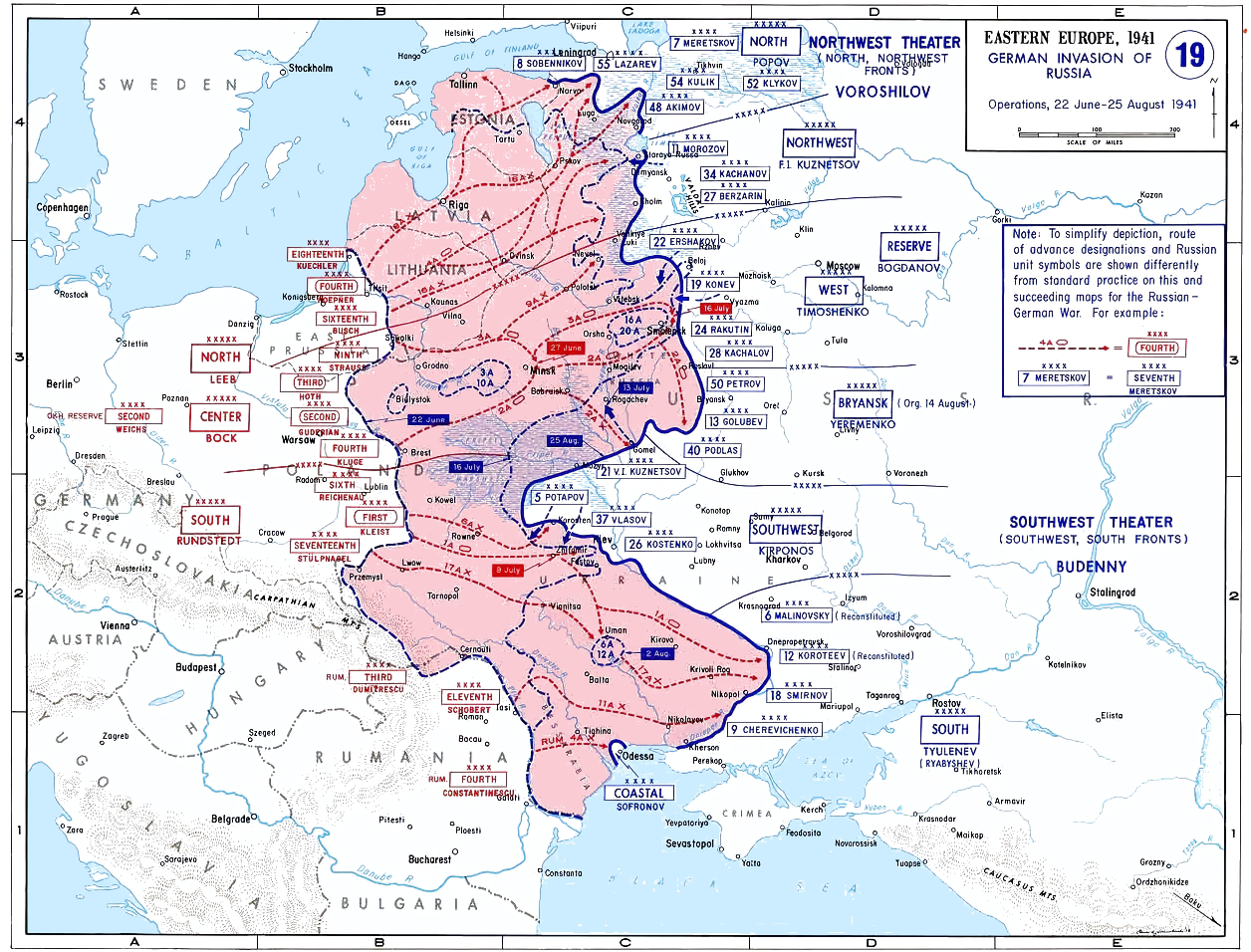
Avanzate tedesche dal 22 giugno al 25 agosto 1941

A livello territoriale, l'amministrazione tedesca del Reichskommissariat venne ripartita in quattro commissariati generali (Generalkommissariat, Hauptkommissariat o Generalbezirk):
- Estonia, sotto l'autorità del commissario generale Karl Sigismund Litzmann;
- Lettonia, sotto l'autorità del commissario generale Otto-Heinrich Drechsler;
- Lituania, sotto l'autorità del commissario generale Theodor Adrian von Renteln;
- Rutenia Bianca, posta sotto l'autorità del commissario generale Wilhelm Kube, a cui successe dopo il suo assassinio il 23 settembre 1943 Curt von Gottberg.

I commissariati generali erano suddivisi ulteriormente in stazioni di polizia distrettuale (Gebietskommissariat).
| Estonia | Lettonia                                                                                               | Lituania | Rutenia Bianca |
| --- | --- | --- | --- |
| 1. Arensburg 2. Dorpat 3. Narva 4. Pernau 5. Petschur 6. Città di Reval (Reval-Stadt) 7. Distretto di Reval (Reval-Land) | 1. Dünaburg 2. Libau 3. Mitau 4. Città di Riga (Riga-Stadt) 5. Distretto di Riga (Riga-Land) 6. Wolmar | 1. Città di Kaunas (Kauen-Stadt) 2. Distretto di Kaunas (Kauen-Land) 3. Ponewiesch 4. Schaulen 5. Città di Vilnius (Wilna-Stadt) 6. Distretto di Vilnius (Wilna-Land) | 1. Barisau 2. Baranowitschi 3. Glubokoje 4. Hanzewitz 5. Lida 6. Città di Minsk (Minsk-Stadt) 7. Distretto di Minsk (Minsk-Land) 8. Nowogrodek 9. Slonim 10. Sluzk 11. Wilejka |

Dal Reichskommissariat al Gebietskommissariat, l'organizzazione interna era modellata sul Ministero dei territori orientali occupati: la maggioranza del personale si occupava di questioni politiche, amministrative ed economiche. "Un commissario distrettuale disponeva di pochi funzionari tedeschi per occuparsi di tutte le questioni relative ad amministrazione, sanità, finanza, diritto, cultura, propaganda, industria, lavoro, prezzi, trasporti, agricoltura e silvicoltura".
Il personale era in genere poco efficiente e costituito da dipendenti pubblici considerati "parassiti incompetenti" all'interno del Reich, essenzialmente motivati da "avidità e prospettive di carriera [che] prevalsero sulle convinzioni ideologiche". "Privi di grande esperienza amministrativa e convinti della superiorità tedesca, essi si comportavano generalmente in modo dittatoriale e arbitrario quando non cercavano di trarre un profitto personale dalla situazione".

## Collaborazionismo

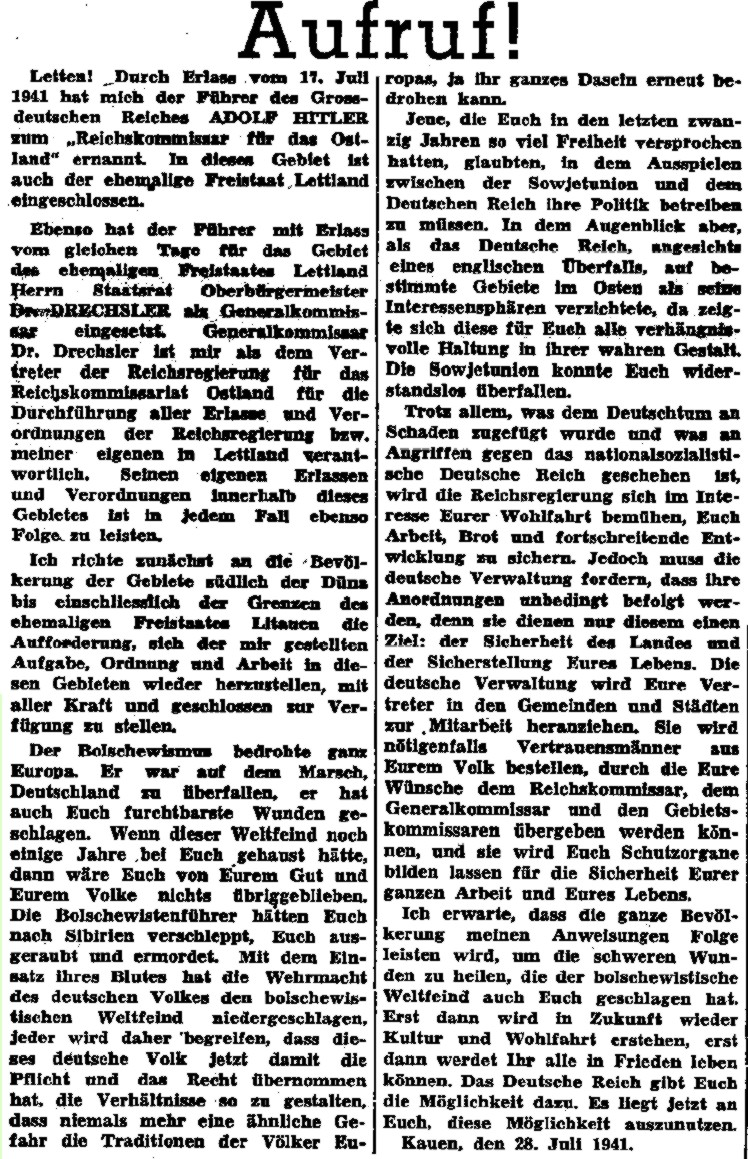
Appello di Hinrich Lohse, commissario del Reich dellOstland, al popolo lettone (1941)

Fenomeni di collaborazionismo con i nazisti si verificarono sin da subito nell'Ostland e influirono particolarmente nel contesto dell'Olocausto. I casi più significativi furono senza dubbio la Lettonia e la Lituania, alimentate dal desiderio di riottenere l'indipendenza della propria nazione; non fu pertanto difficile diffondere idee antisemite e antibolsceviche. In Estonia, invece, la propaganda antisemita attecchì molto di meno. In Bielorussia, come in tutte le regioni slave occupate nell'Unione Sovietica, nella campagna contro gli ebrei non si riscontrò l'appoggio nella popolazione, come ammesso dallo stesso comando tedesco. Il caso dei bielorussi e dei polacchi è riassumibile nelle parole di un comandante tedesco che parlava di "solidarietà di classe" verso i lavoratori ebrei e di disinteresse per tutto ciò che ineriva all'antisemitismo. Ciò non impedì agli ex prigionieri di guerra sovietici o ai bielorussi di unirsi alle unità di polizia ausiliarie, in particolare per migliorare le proprie condizioni di vita sfruttando il bottino dei saccheggi e delle rapine organizzate, parte integrante delle operazioni nella repressione ebraica.
In Lituania, fin dai primi giorni del conflitto e pure prima dell'occupazione del paese da parte della Wehrmacht, le unità lituane dell'Armata Rossa diedero luogo a un ammutinamento che accelerò la ritirata delle forze sovietiche. Subito dopo fu istituito un governo provvisorio a Kaunas che chiedeva di agire in maniera indipendente o, quantomeno, con una forte autonomia gestionale sotto la protezione tedesca.
Come avvenuto in Ucraina, diversi nazionalisti organizzarono pogrom particolarmente cruenti e una serie di massacri che avvennero con l'incoraggiamento e il plauso degli occupanti. Queste pianificazioni vengono ben descritte nel rapporto X.15 del 1941 del Brigadeführer generale e capo della polizia di sicurezza dei territori orientali occupati delle Schutzstaffel, Franz Walter Stahlecker, a Heinrich Himmler. Nel documento in cui riepiloga inizialmente i suoi incarichi relativi allo sterminio da effettuare nei Paesi baltici, Franz Walter Stahlecker suggerì che le esecuzioni nei territori occupati dalla Wehrmacht avrebbero dovuto avvenire in modo che i nazisti fossero rimasti "puliti" agli occhi della storia e che non avrebbe dovuto trapelare nessuna traccia dell'ispirazione, organizzazione o conduzione dei nazisti. Le azioni avrebbero dovuto apparire come se la popolazione baltica e le istituzioni locali, di propria iniziativa, avessero pianificato l'esecuzione delle comunità ebraiche. Dopo alcune settimane di esitazione e l'emanazione di normative contraddittorie, le autorità tedesche decisero infine di contenere l'attivismo delle popolazioni locali. Nonostante l'insistente richiesta da Berlino di non consentire ai non tedeschi di impugnare armi, Himmler diede l'ordine di creare "unità di protezione aggiuntive composte da gruppi etnici compatibili con noi": alla fine di luglio 1941, 33.000 uomini si unirono alla Schutzmannschaft e, dopo un anno, 300.000 poliziotti locali aiutarono gli occupanti nelle regioni conquistate nell'Unione Sovietica.
Gli organi consultivi locali creati all'inizio dell'occupazione giocarono solo un ruolo limitato: all'inizio del 1943 Hitler si oppose alla politica proposta da Rosenberg, poiché avrebbe comportato una divisione del potere tra le autorità tedesche e queste entità. In tutta l'Ostland, la cooperazione con le istituzioni fu abituale: i titolari di "incarichi ufficiali nelle amministrazioni di città, paesi e piccoli centri abitati, di solito in fondo alla scala gerarchica, si prodigarono quanto più possibile perché le norme e i regolamenti imposti dai tedeschi fossero accettati e per diventare ausiliari della gerarchia burocratica straniera". "Solo grazie al loro sostegno, all'identificazione, all'espropriazione e alla ghettizzazione delle popolazioni ebraiche, specialmente nelle zone rurali, fu possibile compiere operazioni che, altrimenti, sarebbero andate oltre le capacità logistiche dei tedeschi".

## Sfruttamento economico e sciacallaggi
Già dal 9 gennaio 1941, Adolf Hitler dichiarò che "nelle sconfinate lande russe giacevano ricchezze incommensurabili. La Germania deve dominarle economicamente e politicamente, senza annetterle. A quel punto, le sarà consentita ogni facoltà, inclusa la possibilità di lottare in futuro fuori dal continente". Come tutti i territori conquistati, anche nell'Ostland si verificarono razzie da parte degli occupanti.
Dopo l'invasione, le organizzazioni naziste, tra cui le SS, divennero responsabili del mantenimento dell'ordine e delle proprietà monopolizzate, quali ad esempio il sovchoz di Nowinsky, visitato da Himmler il 15 agosto 1941 durante il suo viaggio al Reichskommissariat, o la casa dei Soviet di Minsk, trasformata nel quartier generale di polizia della Russia centrale. Il giorno successivo il generale si recò a Minsk: in un'intervista lì avvenuta, Himmler dichiarò di voler sperimentare meglio gli effetti delle camere a gas, da quel momento, su uomini, donne e bambini.
Le linee guida per la gestione economica dei territori dell'Ostland vennero stabilite dalle direttive emesse da Herbert Backe, Segretario di Stato per l'Agricoltura, il 23 maggio 1941: la priorità era soddisfare le esigenze alimentari del Reich e del suo esercito. Tuttavia, il cosiddetto Hungerplan messo in atto nelle regioni slave innescò fenomeni di carestia e venne condannato da Hermann Göring nell'autunno del 1941, dimostratosi favorevole a nutrire adeguatamente i lavoratori che operavano direttamente per il Reich. Tali riserve emersero sulla base delle conoscenze economiche possedute da Göring sui territori conquistati. Pertanto, dal 29 giugno 1941, a quest'ultimo fu affidato il compito di riorganizzare la gestione della manodopera in tutti i territori conquistati: in un rapporto dell'8 dicembre 1941, egli esprimeva il desiderio di condurre una politica di bassi salari, ideale perché un siffatto scenario avrebbe favorito a livello commerciale il Reich e i suoi alleati e avrebbe permesso di supervisionare meglio l'economia dei territori sovietici occupati. Tuttavia, il generale Georg Thomas si oppose al riavvio delle attività di industrie inutili in quanto non funzionali a supportare lo sforzo bellico del Reich. Göring colse l'occasione della lotta contro la resistenza sovietica per denunciare pubblicamente che, al fine di sedarla, fosse necessario sfruttare il territorio a livello economico quanto più possibile. In una direttiva emanata il 26 ottobre 1942, ordinò il sequestro dei capi di bestiame e dei prodotti alimentari recuperati nelle aree prima occupate dalla resistenza.
Anche Fritz Sauckel e la sua amministrazione, ancora alla ricerca di forza lavoro per l'industria bellica, parteciparono alla repressione dei partigiani; più tardi, dopo l'operazione Cottbus, i sottoposti di Sauckel diressero la deportazione di tutti gli individui in grado di fornire manodopera nelle aree riconquistate.
Nel complesso, si può ritenere che le misure messe in atto dai tedeschi per usufruire quanto più possibile delle risorse locali furono rivedibili. A sostenerlo era Otto Bräutigam, alto funzionario di stanza al Ministero del Reich per i Territori occupati dell'Est, il quale constatò non solo la possibilità di raggiungere risultati migliori, ma pure che la politica economica nazista aveva comportato la proliferazione di movimenti partigiani.

## Resistenza
In Bielorussia, le incontaminate paludi del Pryp"jat' divennero terreno fertile per costituire movimenti partigiani formati da soldati che erano riusciti a sfuggire alla prigionia: ai bielorussi si unirono anche gli ebrei fuggiti dai ghetti.

### Formazione e proliferazione
La resistenza iniziò a organizzarsi dopo l'appello di Stalin a ribellarsi lanciato il 3 luglio 1941, ma questa richiesta di mobilitazione incontrò scarsa risposta nei primi mesi dell'occupazione e fino all'inverno 1941-1942. Hitler convocò una riunione del 16 luglio 1941 per disquisire del quadro generale nell'Europa orientale e il giorno dopo nominò Alfred Rosenberg ministro del Reich nei territori orientali. Nel frattempo, con la scusa di sedare le insurrezioni, le truppe tedesche rasero al suolo diversi villaggi. I primi partigiani anti-nazisti erano soldati sovietici separatisi dalle rispettive unità di appartenenza nel corso delle battaglie della campagna tedesca all'inizio dell'estate del 1941: essi si rifugiarono in zone difficili da raggiungere e iniziarono a organizzarsi dall'autunno.
Sempre negli stessi mesi, un movimento di resistenza esclusivamente ebraico si stava sviluppando in Bielorussia: i membri erano perlopiù i sopravvissuti ai massacri perpetrati dalle Einsatzgruppen; dapprima isolati, questi combattenti progettarono di dare luogo ad una prima azione su larga scala a Vilna il 31 dicembre 1941: all'inizio del 1942 si radunò per la prima volta un gruppo di miliziani, il cui quartiere generale si trovava nelle foreste della Bielorussia e che sarebbe arrivato a contare fino a 1.500 membri. Va considerato che la maggior parte degli ebrei resistenti della Bielorussia si unì ai partigiani istituiti dall'estate del 1941.
La scelta di Fritz Sauckel di obbligare coattivamente i locali a prestare manodopera nel 1942, fu un ulteriore elemento che favorì la formazione di gruppi ostili ai nazisti. Un certo numero di giovani, potenzialmente in grado di lavorare per i teutonici, eluse gli obblighi posti dalle autorità di occupazione e rese più dura la ricerca di lavoratori: i tedeschi procedettero dunque a rastrellare le strade, fare prigionieri che sarebbero stati rilasciati solo al termine del turno di lavoro e distruggere gli insediamenti abitati dai fuggiaschi.
Dall'inverno 1941-1942, questi movimenti di resistenza divennero una spina nel fianco per le forze di occupazione tedesche presenti in Bielorussia. Le maggiori noie per i nazisti si verificarono durante l'operazione Bagration, quando la Bielorussia fu scollegata per diversi giorni dagli Stati vicini perché i partigiani sabotarono in numerosi punti la rete ferroviaria utilizzata dagli occupanti.

### Repressione tedesca

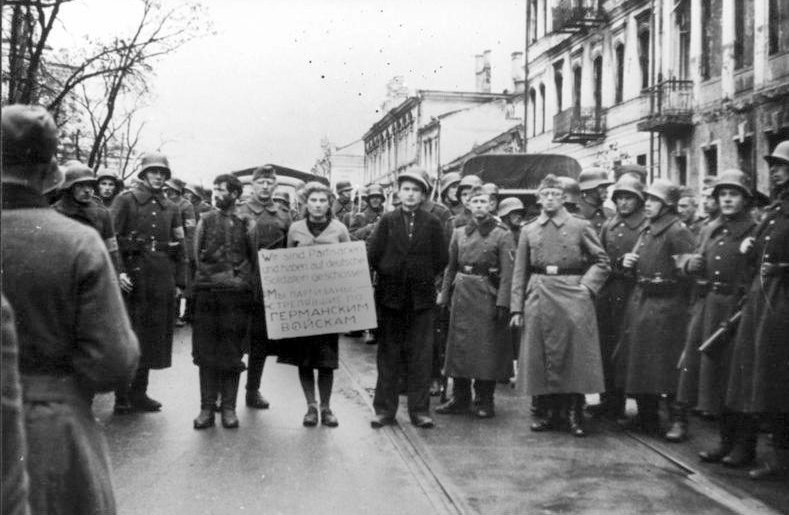
Maša Bruskina con i partigiani al suo fianco prima della loro impiccagione a Minsk, il 26 ottobre 1941

Nel tentativo di arginare lo sviluppo della resistenza locale, dannosa perché provocava la penuria di materiale inviabile sul fronte in Russia e impediva di amministrare più serenamente i territori, vennero schierate unità tedeschi differenti a cui fu chiesto di comportarsi in maniera più docile. Alla fine del 1942, per tale scopo, erano state disposte sette intere divisioni. Inoltre, dall'autunno del 1941, nonostante l'ostilità di Hitler, furono istituite unità di rifornimento volontario. La loro assunzione fu consentita da una direttiva di Hitler del 18 agosto 1942, e poi nel giugno 1943 proibita sempre per ordine del Führer. Vennero disposte altre misure di controllo della popolazione: in Estonia, gli uomini di età compresa tra 15 e 65 anni devono essere registrati e andava loro rilasciato un salvacondotto.
La collaborazione tra le varie unità della Wehrmacht, le SS e la polizia si intensificò per contrastare la resistenza; durante le sessioni di addestramento congiunto nel settembre 1941, ufficiali delle unità dell'esercito e delle unità delle SS insistettero nel ritenere che vi fossero legami tra ribelli ed ebrei, il cui procedimento di sterminio non era ancora stato definito del tutto. Gli ufficiali dell'esercito, compresi gli ufficiali generali, pubblicavano ordini del giorno in cui si intimava di sopprimere i "nemici del Reich", senza ulteriori indicazioni sui destinatari dei proclami. I soldati interpretarono estensivamente le disposizioni, considerando come ostili i soldati dell'Armata Rossa separati dalla loro unità, i polacchi, gli ebrei, gli zingari e i partigiani.
Le istruzioni dell'Oberkommando des Heeres (abbreviato in "OKH", l'alto comando dell'esercito) in merito alle operazioni contro i partigiani nel fronte orientale insistevano sulla necessità di attuare misure molto severe contro i rivoltosi. Per i civili, nel 1942, si rintracciano due opinioni diverse: nell'agosto del 1942, le istruzioni di Hitler sottolineavano la necessità di ottenere una collaborazione delle popolazioni civili, mentre in ottobre dello stesso anno, egli approvò tutte le azioni repressive che fossero efficaci alla causa tedesca, come riporta una nota dell'OKW alla fine dell'anno.
Ripresa come modello delle 55 azioni di guerra contro i partigiani, l'operazione Bamberg si svolse tra il 26 aprile e il 6 maggio 1942 nelle paludi di Pryp"jat': due reggimenti di fanteria e un battaglione di polizia circoscrissero un'area di 750 km² e la rastrellarono procedendo verso il centro di questo cerchio, bruciando e saccheggiando i centri abitati per privare i combattenti locali di punti di appoggio; i tedeschi riportarono 7 morti e 47 feriti, mentre tra residenti e partigiani si contavano tra le 3.500 e le 6.000 vittime. Durante il periodo di occupazione tedesco, 5.295 insediamenti furono distrutti nell'Ostland, due terzi dei quali nel 1943.
L'anno 1943 fece registrare il picco delle azioni militari tedesche in Bielorussia. Fu da quel momento che quando i funzionari tedeschi eseguirono in contemporanea la lotta contro i partigiani, gli obiettivi economici e i trasferimenti della popolazione, vennero a crearsi delle "zone morte": tale status fu apprezzato da Hitler, il quale ordinò che fosse preservato nel luglio 1943 nella regione del Pryp"jat'.
I territori disabitati sarebbero dovuti servire per la coltivazione del tarassaco, una pianta utilizzata per la produzione di gomma sintetica: la forza lavoro venne raggruppata in campi situati alla periferia dei territori sfruttati. Questa politica fu preceduta dalla creazione di "stazioni di sicurezza", in cui le forze tedesche avrebbero alloggiato per poi, in autunno, costruire dei "villaggi difensivi" (ne furono realizzati circa sessanta nel marzo 1944). In essi, la popolazione residente avrebbe goduto di maggiore libertà economica e culturale. La più importante operazione eseguita al fine di sradicare la resistenza fu la Cottbus, in cui vennero impiegati 17.000 uomini (tra soldati, funzionari, polizia e SS): l'obiettivo era riprendere il controllo sulle aree forestali a nord-est di Minsk.
Alla fine dell'occupazione, le vittime tedesche, civili e militari, nel solo Heeresgruppe Mitte, compresi gli ausiliari al loro servizio, ammontavano a 14.000 morti e 40.000 feriti, mentre le perdite sovietiche si attestarono intorno alle 240.000.

## Destino delle popolazioni civili
La politica di occupazione nell'Ostland perseguiva uno scopo preciso: integrare i Paesi baltici nel Terzo Reich assimilando i lettoni, gli estoni e i lituani, "i più facilmente germanizzabili", essendo tra l'altro i lettoni considerati "élite razziale". In un incontro con i suoi principali collaboratori nella sua sede in Ucraina, nell'agosto del 1942, Himmler parlò della colonizzazione dei territori occupati dai tedeschi. Questi territori andavano ripopolati regione per regione, "valutando la possibilità degli estoni di venire germanizzati", "espellendo i letgalli a tutti i costi" dalla Lettonia e in Lituania "risultava fuori discussione prevedere la germanizzazione dei suoi abitanti, decisamente deficienti e con in corpo un'incredibile percentuale di sangue slavo". La parte della popolazione che non poteva essere germanizzata doveva essere deportata in Bielorussia. Come in altri territori occupati, "lo sfruttamento indiscriminato delle risorse e della forza lavoro del Paese precluse in anticipo qualsiasi tentativo di attuare il piano previsto per gli autoctoni. A peggiorare ulteriormente le relazioni furono le rappresaglie e le esecuzioni di massa eseguite per contrastare la resistenza e che scatenarono un profondo odio dei nazisti". Nonostante il parere di contrario di diplomatici tedeschi come Otto Bräutigam, la Germania sponsorizzò, in Ostland come altrove, "politiche di soggiogazione razziale, oppressione e omicidio" invece di annunciare "un nuovo ordine economico europeo basato sulla cooperazione", che sarebbe stato più proficuo per l'economia interbellica.
Per facilitare i raduni di massa delle popolazioni, le autorità provarono a mettere in atto una politica agraria opposta alla collettivizzazione sovietica. Nell'agosto del 1941 furono emanate due direttive, realmente applicate solo nei paesi baltici: infatti, la loro ratio era restituire le abitazioni ai proprietari espropriati durante l'occupazione sovietica. Il 15 febbraio 1942, un decreto del Ministro dell'Est, adottato con il sostegno di Hitler, divise il suolo agricolo in tre modalità di sfruttamento: sfruttamento collettivo, in modalità simili a quello del kolchoz, sfruttamento cooperativo e casi particolari. Tale disposizione non venne eseguita in maniera omogenea nel Reichskommissariat: è interessante notare che il 100% dei suoli agricoli in Bielorussia era stato sottoposto a revisione.
I tentativi di ingraziarsi la popolazione civile cozzarono con la politica teutonica di fatto attuata. I soldati tedeschi, inizialmente accolti come liberatori nei Paesi baltici, si comportarono ben presto in maniera inflessibile con i locali, dando il via ad espropriazioni di alloggi nelle città, violenze contro la popolazione civile e saccheggi.
In seguito alla costituzione dei gruppi partigiani, le rappresaglie contro la popolazione civile a partire dall'autunno del 1941, particolarmente cruente in Bielorussia, la spinsero contro gli occupanti (sebbene vada ricordato che numerosi furono i collaborazionisti in Lituania e Lettonia): a Minsk, si procedette in tempi record a 40.000 arresti, talvolta senza precise spiegazioni sui motivi. In totale, durante l'intero periodo di occupazione, la Bielorussia contò di due milioni di morti, quasi un quarto della sua popolazione.
Dal febbraio 1942, la popolazione fu sistematicamente registrata, al fine di distribuire le razioni di cibo in modo equo, ma anche per controllarne i movimenti e incoraggiarle ad unirsi alla manodopera. Christian Baechler la definisce "una spietata caccia all'uomo perché lavorasse obbligatoriamente". Nella migliore delle ipotesi, la popolazione dovette far fronte alla carenza di cibo, nel peggiore dei casi alla carestia, poiché la Wehrmacht assegnò, come si è più volte detto, priorità assoluta ai propri bisogni. I rapporti e la corrispondenza dei soldati delle unità di occupazione definivano la politica da perseguire, con l'obiettivo di uccidere non solo civili non utili alla causa tedesca, ma anche prigionieri di guerra sovietici.
I tentativi di migliorare le condizioni di vita delle popolazioni locali, a livello materiale o offrendo loro garanzie sul futuro politico delle stesse all'interno di una "comunità di popoli europei", incontrarono il secco rifiuto di Hitler.

## Olocausto
Durante il periodo interbellico, i tre stati baltici non solo tutelarono la minoranza ebraica, ma ne incoraggiarono anche lo sviluppo culturale. Un simile approccio fu rapidamente messo in discussione dal 1941. Essendoci poi ebrei in varie scuole di ufficiali, in posti di comando delle forze di polizia, dell'istruzione superiore e di varie amministrazioni, risultò più facile per i nazionalisti baltici, in particolare i lituani, esagerare e distorcere le cifre degli ebrei che collaboravano, a loro dire, con i bolscevichi.
Per i nazisti e in particolare Heinrich Himmler, gli ebrei dovevano essere eliminati ed erano da considerarsi il gruppo etnico più ostile e più pericoloso per la sicurezza nei nuovi territori, potendo persino ostacolare i progetti di colonizzazione. Dall'occupazione di questi territori, e nonostante l'ostinato conflitto interno tra i rappresentanti di Rosenberg e delle SS su altri temi, lo sterminio di massa degli ebrei nel Reichskommissariat non fu invece mai oggetto di litigio. Inoltre, agli occhi delle SS e della Wehrmacht, l'eliminazione degli ebrei doveva andare di pari passo non solo con la lotta contro i partigiani, ma anche con la produzione degli approvvigionamenti da fornire alla Wehrmacht. Tra l'altro, nella mente dei funzionari delle SS, sebbene non tutti gli ebrei si fossero uniti alle file dei partigiani, non per questo non potevano dirsi potenziali sostenitori; Seguendo una simile linea di pensiero, Heydrich ordinò, il 17 luglio 1941, l'esecuzione di tutti i prigionieri di guerra sovietici ebrei. Nel Reichskommissariat, l'azione delle Einsatzgruppen pare essere stata la più violenta e radicale (donne e bambini furono i primi obiettivi) per via dei progetti di integrazione a medio termine da attuare in quei territori.

### Ghettizzazione
Dall'occupazione dei paesi baltici e della Bielorussia, il Ministero del Reich per i Territori occupati dell'Est dispose la concentrazione dei semiti del posto in ghetti. Di fronte alla dispersione delle popolazioni ebraiche in Bielorussia e nei Paesi baltici, le unità tedesche diedero luogo a un disordinato genocidio a luglio, rapidamente fermato a causa degli scarsi risultati. Il raggruppamento nei ghetti rispondeva a due imperativi, uno immediato, l'altro più recondito: il controllo di queste popolazioni e il trasferimento di esse alla competenza di altre autorità.

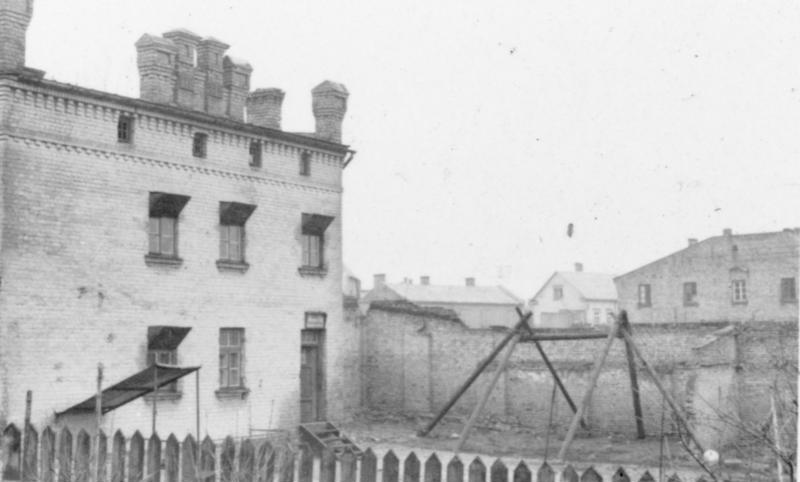
Ghetto di Riga

I primi ghetti nell'Ostland furono quindi istituiti a Vilnius, Kovno, Riga e in tante altre città dalla fine di luglio 1941. Gestiti da uno Judenrat, inizialmente aprirono le porte agli ebrei risparmiati dalla regione. Poiché divennero in tempi rapidi sovraffollati, nei ghetti morirono parecchie persone per vie delle assolutamente precarie condizioni di vita. Dall'autunno del 1941, accolsero, secondo le istruzioni impartite da Hitler il 25 ottobre 1941 in una riunione alla quale furono invitati Heinrich Himmler e Reinhard Heydrich, le comunità ebraiche dell'Altreich (quelle che vivevano ai confini del Reich del 1937): si trattò di una tappa intermedia, in quanto vennero successivamente trasferite nei ghetti di Minsk, Riga e Kovno. La deportazione fu organizzata dalla polizia tedesca (Gestapo e Schutzpolizei); gli elenchi degli ebrei venivano redatti città per città e ognuno riceveva non solo un numero identificativo ma anche istruzioni per l'organizzazione della sua partenza: prima che ciò avvenisse, occorreva saldare i propri debiti, vendere i propri beni, preparare qualcosa da portar via (beni di prima necessità, vestiti, ecc.) entro la data prestabilita. Dopodiché si veniva inviati nei ghetti dell'Ostland, svuotati alla fine dell'estate secondo le istruzioni di Himmler date ai suoi subordinati nel novembre dell'anno precedente. Malgrado i diversi ordini di Himmler, gli occupanti dei primi convogli provenienti dal Reich e dal Protettorato di Boemia e Moravia furono giustiziati. In poco tempo, i responsabili dei ghetti compresero che mettersi a disposizione per aiutare a finanziare la guerra del Reich fosse l'unica possibilità delle popolazioni raggruppate. Gli abitanti dei ghetti sopravvissero come meglio potevano durante l'occupazione, vittime dell'arbitrarietà delle truppe tedesche e delle popolazioni baltiche. Dal 1943, i ghetti della Bielorussia furono svuotati dei loro abitanti e gradualmente smantellati. Quest'eradicazione, avvenuta talvolta dando luogo a isolate ribellioni, portò al rafforzamento, da parte degli ebrei che riuscivano a scappare, dei movimenti di resistenza, fortemente strutturati nelle foreste della Bielorussia.

### Campi di concentramento
Nell'autunno del 1941, quando fu decisa la deportazione degli ebrei dal Reich verso est, le SS proposero l'istituzione di campi di lavoro, nel tentativo di disporre di nuova manodopera. La creazione di campi di concentramento nel Reichskommissariat durò per tutto il corso dell'occupazione. Nell'autunno del 1943, il ghetto di Kovno fu trasformato in un campo di concentramento, ma nel giugno del 1944 fu evacuato di fronte al successo dell'offensiva estiva sovietica. Gli uomini venivano deportati a Dachau, le donne a Stutthof.
A seguito delle battute d'arresto tedesche nell'estate del 1944, Oswald Pohl e Himmler optarono per l'evacuazione dei campi di concentramento nei paesi baltici. Così, all'inizio di luglio 1944, i campi intorno a Kovno furono evacuati dalle SS e si riportarono 36 morti tra gli ebrei durante i trasferimenti.

### Sterminio
Durante i primi due mesi di occupazione, circa 50.000 ebrei bielorussi e baltici furono uccisi dalle Waffen-SS, dalla Wehrmacht, dalle Einsatzgruppen e dai collaborazionisti.
Il 24 giugno 1941, la polizia di sicurezza della Lituania presso Vilnius radunò gli ebrei della città e li fucilò nei boschi vicino alla città o li torturò a morte. Fu in questo contesto che avvenne il massacro di Ponary e che fu eseguito un pogrom a Kaunas in cui morirono o furono aggrediti 800 ebrei nella fortezza cittadina. Il massacro funse da pretesto per le autorità tedesche per istituire un ghetto in quartiere periferico di Kaunas, Vilijampolė. Gli antisemiti locali vennero raggiunti il 4 luglio da unità dell'Einsatzgruppe A e furono da quest'ultima assistiti negli omicidi di massa perpetrati da agosto e aventi come bersaglio le donne e bambini: si risparmiarono solo coloro che erano considerati idonei a fornire manodopera. Gli ebrei di Kaunas subirono lo stesso destino: un gruppo di 1.500 persone venne assassinato nella prima notte dell'occupazione e il massacro continuò nelle settimane seguenti. Quello che successe in Lituania riguardò tutti i paesi baltici con tempistiche lievemente diverse: 2.000 ebrei estoni vennero sterminati prima della fine del 1941, 60.000 ebrei lettoni prima del termine dell'anno seguente. Il totale di pogrom eseguiti variò da regione a regione: in Bielorussia e negli ex territori polacchi, le autorità tedesche segnalarono l'assenza di una mentalità antisemita, al contrario dei paesi baltici, in cui i locali erano spesso attivamente coinvolti nei pogrom.
I 30.000 ebrei del ghetto di Riga furono sterminati, su ordine personale di Himmler, tra il 29 novembre e l'8 dicembre 1941 nella foresta circostante, davanti agli occhi del commissario del Reich e dei suoi ospiti: dopo aver raggiunto a piedi il luogo del massacro, gli ebrei del ghetto, alla presenza di 1.700 guardie tedesche e lettoni, vennero giustiziati nudi in una fossa tutti sparati alla nuca; stessa sorte toccò a un migliaio di ebrei giunti da Berlino, deportati in loco per ordine di Hitler e giustiziati nelle stesse circostanze. Le uccisioni furono fermate su esplicita richiesta di Himmler il 30 novembre, perché la notizia dei massacri di ebrei tedeschi, anziani o veterani (Himmler aveva pensato di espellerli a Theresienstadt), cominciò a diffondersi nel Reich, in particolare per mezzo delle lettere spedite dai soldati alle loro famiglie. Il destino di quegli ebrei fu quindi al centro di una serie di ordini contrastanti disposti soprattutto da Himmler:  il generale si oppose all'immediata esecuzione degli stessi quando sarebbero giunti a Riga: all'inizio del 1942, su 25.000 ebrei tedeschi deportati, 10.000 erano ancora vivi. Gli ebrei di Monaco furono deportati a Kovno e assassinati il 25 novembre 1941, nonostante le istruzioni di Himmler. L'afflusso di nuovi ebrei dal Reich obbligò le SS e i loro ausiliari a "fare spazio" e a uccidere gli ex abitanti dei ghetti, per consentire ai nuovi arrivati del Reich di trovare un alloggio in attesa della loro esecuzione: così, a Minsk, il 7 novembre 1941 e nei giorni seguenti, 20.000 ebrei furono catturati e portati a Tuchinka, dove furono mitragliati e sepolti in fosse comuni. Poiché la situazione stava incominciando a diventare ingestibile, le SS e i loro affiliati pensarono a nuovi metodi di esecuzione; alcuni sviluppano quindi un sistema di gassatura basato sullo scarico del motore, mobile o fisso. In vari mesi nel 1941, Himmler si recò nel Reichskommissariat per effettuare un'ispezione delle operazioni da lui comandate: così, in un viaggio ad agosto in cui giunse a Minsk, ne approfittò per ispezionare le unità delle SS e ricevere testimonianza delle esecuzioni di massa degli ebrei e dei partigiani. Con lo stesso scopo, a settembre, giunse nei paesi baltici per tre giorni: sbarcato a Liepāja il 18 settembre, ordinò l'esecuzione degli ebrei della città. In Rutenia Bianca, amministrata da Erich von dem Bach-Zelewski, il genocidio dopo i massacri dell'estate 1941 divenne sistematico: uomini, donne e bambini andavano tutti giustiziati. Fino a quel momento, si fucilarono solo gli uomini; inoltre, dalla fine di settembre, unità della polizia militare, dell'SD e ausiliari lituani superarono il confine con la Bielorussia, rendendo di fatto aree sotto l'amministrazione civile gestite dall'esercito. Queste unità furono responsabili della morte di 190.000 ebrei prima della fine dell'anno. Tuttavia, subito dopo l'inizio delle operazioni, i comandanti delle Einsatzgruppen si preoccuparono del dissesto economici generato dallo sterminio degli ebrei: fu così che, il 15 ottobre, il comandante del gruppo A notò quanto fosse alta la percentuale di commercianti e artigiani semiti in Lettonia e Lituania.
Alla fine, nel 1943, il 21 giugno, Himmler ordinò la liquidazione dei ghetti installati nella stazione di polizia. In concomitanza con la rivolta del ghetto di Varsavia, si procedette a massacrare gli abitanti dei ghetti nella regione baltica struttura per struttura: a luglio vennero uccisi tre quarti degli abitanti del ghetto di Minsk, passandosi poi Vilnius a settembre. Alla pulizia etnica non sfuggirono nemmeno i centri più periferici. Durante l'inverno del 1943-1944 il ghetto di Kovno, diventato un campo di concentramento per forza di cose, fu gradualmente svuotato dei suoi abitanti. Le procedure subirono un'accelerazione nel giugno del 1944, quando le donne vennero deportate nel lager di Stutthof e gli uomini in quello di Dachau.

## Ultimo periodo

### Disposizioni tedesche emesse negli ultimi mesi di occupazione
Nel dicembre del 1943, quando i territori del Reichskommissariat iniziavano ad essere a portata di tiro per l'Armata Rossa, le autorità tedesche si impegnarono a "promuovere lo sviluppo di un'identità bielorussa, creando un consiglio nazionale e un corpo dell'esercito". Nell'aprile 1944, la Bielorussia fu separata dai Paesi baltici".
Al fine di prepararsi meglio alla ritirata, la Wehrmacht trasformò la Bielorussia in una fortezza, secondo gli ordini di Hitler che immaginava di dar vita ad una "strenua difesa". L'8 marzo 1944, nel suo ordine n. 11, dispose la creazione, in tutti i territori sovietici ancora controllati dal Terzo Reich, di 29 fortificazioni, finalizzate a ostacolare l'avanzata sovietica e facilitare la riconquista tedesca. I comandanti di questi luoghi ricevettero istruzioni estremamente precise e inderogabili: dovevano lasciarsi circondare per rallentare l'offensiva nemica e il completamento della missione ne andava del loro onore. Sebbene la struttura del fronte ponesse le truppe tedesche in grave svantaggio, Hitler rifiutò "qualsiasi ritirata, incitando la realizzazione di fortificazioni ben strutturate, in particolare intorno alle città di Vicebsk, Orša, Mahilëŭ e Babrujsk".

### Liberazione
Come parte dell'operazione Bagration, la Bielorussia fu liberata a metà luglio 1944, in seguito a molteplici congegnate offensive condotte dall'Armata Rossa; alla fine del mese, gran parte della Lituania, della Lettonia e dell'Estonia furono anch'esse liberate dalle truppe sovietiche. Nonostante la "strenua difesa" da porre ordinata da Hitler, l'Heeresgruppe Mitte fu rapidamente sbaragliato e allontanato dalle postazioni precedenti di oltre 400 km.
Dal 14 settembre 1944, anche l'Heeresgruppe Nord non riuscì ad opporsi all'attacco sovietico ed entro la fine del mese lasciò la gran parte dei Paesi baltici, nonostante avesse provato a resistere quanto più possibile. Nell'ottobre 1944, l'Armata Rossa raggiunse la costa baltica a nord di Klaipėda, al confine tra la Germania e il Reichskommissariat; a metà ottobre, questa fece il suo ingresso a Riga, costringendo i tedeschi ancora rimasti guidati da Ferdinand Schörner a ripiegare in Curlandia.

### Sacca di Curlandia
Una sacca si costituì in Curlandia su ordine di Hitler. Rifiutando l'evacuazione dei Paesi baltici, prima all'inizio dell'estate del 1944 e poi nell'ottobre 1944, il leader tedesco sperava di preservare quella fetta di territorio al fine di usarla come base operativa per una controffensiva. Questa scelta fu supportata da Karl Dönitz, che sperava di trasformare i porti della Curlandia in aree di prova per nuovi sottomarini, mantenere le forniture di olio di scisto in Estonia e proteggere il Mar Baltico: quest'ultimo era poi indispensabile perché vi si trovavano materie prime strategiche quali il ferro nei pressi della Svezia e il nichel vicino alla Finlandia. La Curlandia fu completamente circondata dall'Armata Rossa nel settembre del 1944 e, grazie agli incitamenti di Schörner, la difesa tedesca resistette lì fino agli ultimi giorni del conflitto, assicurando così la sopravvivenza, almeno sulla carta, dell'amministrazione del Reichskommissariat.
Il 5 maggio 1945, sostenuto dai nazionalisti lettoni che volevano continuare a combattere contro l'Unione Sovietica, il comandante della sacca di Curlandia chiese a Karl Dönitz, capo di stato dopo il suicidio di Hitler, istruzioni in caso di proclamazione dell'indipendenza della Lettonia, in particolare al fine di istituire un Freikorp in Curlandia composto dai sopravvissuti.
Una parte degli estoni e dei lettoni fuggì in Svezia, subendo poco dopo un'estradizione che scatenò un incidente diplomatico.
La lotta armata nei Paesi baltici non si spense definitivamente per via della costituzione di gruppi di resistenza denominati Fratelli della foresta, i quali tentarono di ostacolare la rioccupazione sovietica con operazioni di sabotaggio fino all'inizio degli anni cinquanta.